# Salih Yousefi

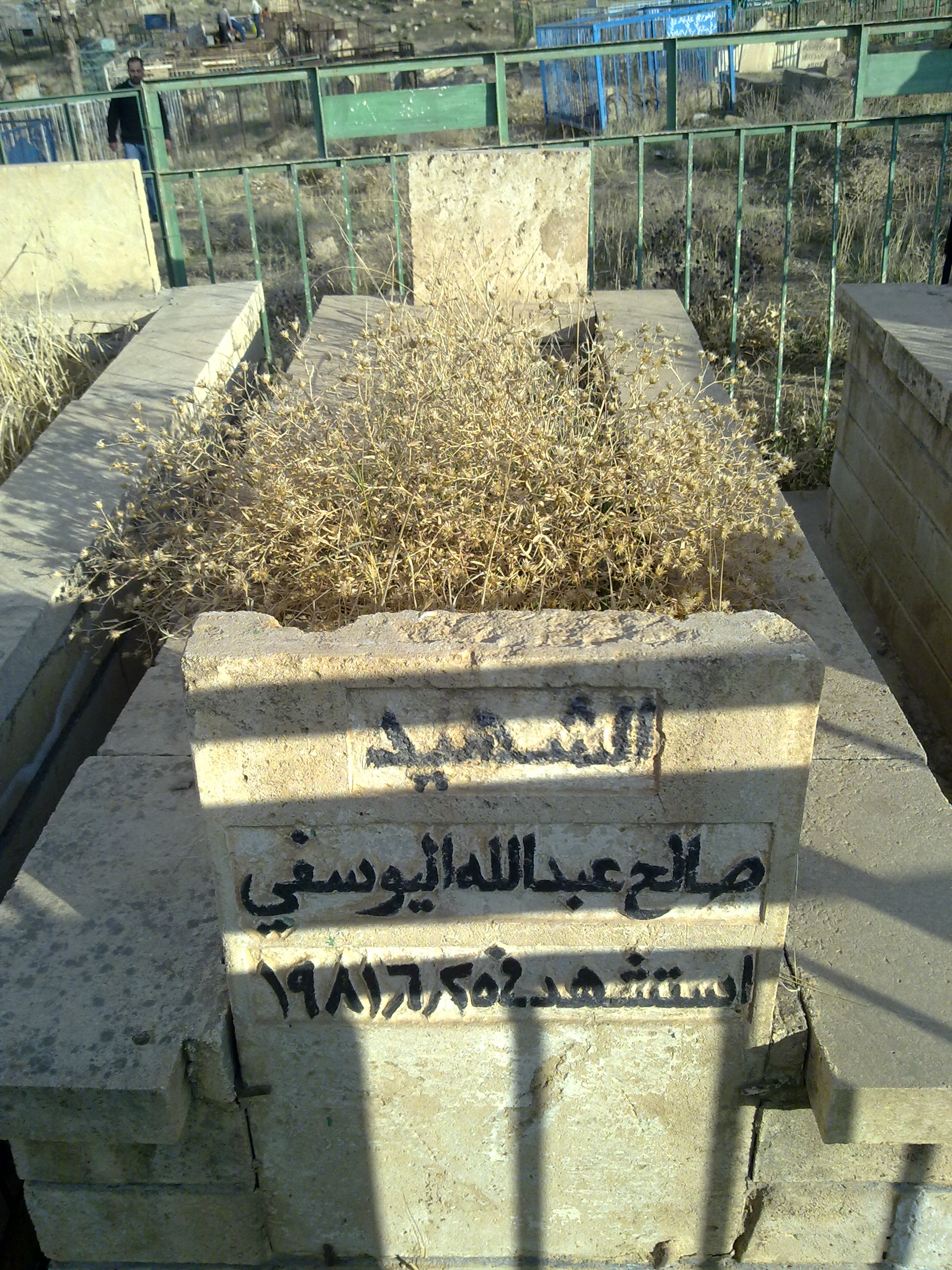
Salih Yousefis grav i Zakho.

Salih Abdullah Najm al-Din Taha Yousefi (kurdiska:ساڵح عەبدوڵڵا نەجمەدین یوسفی), född i januari 1918 i Bamerni, död 25 juni 1981 i Bagdad, var en kurdisk politiker. Han var medlem av Kurdistans demokratiska parti (KDP).